# 二分間の冒険
『二分間の冒険』（にふんかんのぼうけん）は岡田淳による児童文学。「日本屈指のファンタジー小説」と称される。

## 概要
「魔法の世界」に迷い込んだ主人公の小学生が、竜と戦う王道のファンタジー小説である。1985年の発売以来、多くの子どもたちに読み継がれている作品である。
「若さと老い」、「時間」をテーマにしており、読者は読み進めながら主人公と一緒に考えて「なぞかけ」の答えを探すことになる。
第2回（昭和60年度）うつのみやこども賞を受賞。
発行部数は35万部を超えており。

## あらすじ
体育館で作業をしているときにかおりが「とげぬき」を拾い、悟は作業をサボれると喜んで「とげぬき」を届けに保健室に向かう。先生からは2分間以内に戻るよう言われた。
保健室への途中、悟は黒猫のダレカと出会う。ダレカは、悟の持つとげぬきで見えないトゲを抜いてくれと頼み、代わりに悟の願いをかなえるという。考える時間が欲しかった悟は、その旨をダレカに言うと、ダレカはそれが悟の願いだとして、悟を魔法の世界へと送り込んでしまった。
現実世界に戻るには、魔法の世界のどこかに隠れているダレカを探し出すことであった。この魔法の世界では悟が老人になるくらいの時間が経っても、現実世界では2分間が過ぎるくらいだという。ダレカは、自分は「魔法の世界でいちばんしたたかなものの姿をしている」というヒントを残して姿を消した。
深い森の中で、悟は同じ学校の6年生10数人と合流するが、彼らは顔や名前が同じでも別の世界の人間であり、誰も悟のことを知らなかった。この世界では2か月に1度、子どもが2人で「竜の館」へ行くことになっているらしい。竜と戦うため、あるいは竜のいけにえになるためだった。悟は、その役割をかおりと共に押し付けられてしまう。
「竜の館」では男女30組の子どもたちが集まっていて、毎晩1組ずつ、竜と対決するのだった。

## 登場人物
悟（さとる）
主人公。小学6年生。
かおり
小学6年生。
ダレカ
黒猫。
竜

## 書誌情報
- 単行本：偕成社、1985年、ISBN 978-4-03-635250-0
- 文庫本：偕成社文庫、1991年、ISBN 978-4-03-651880-7

## オーディオドラマ
NHK-FM放送の『青春アドベンチャー』枠で、2012年9月24日から同年10月5日に全10回のオーディオドラマが放送された。各話15分。2015年10月19日から同年10月30日に再放送されている。
スタッフ
- 脚色 - 佐藤ひろみ
- 演出 - 木村明広
- 技術 - 山田顕隆
- 音響効果 - 佐藤あい、武生壮史　
- 選曲 - 石原慎介

出演
田村睦心、桑島法子、今井朋彦、清水綋治、壤晴彦、高戸靖広、鈴木真仁、浅野真澄、渡辺明乃、川澄綾子、日野未歩、杉浦奈保子、油井昌由樹、光枝明彦、若林哲行、宮内順子、三谷悦代、藤元英樹、平林靖子、薬丸夏子

## 舞台化
2019年に舞台化され、KAAT神奈川芸術劇場にて「KAAT キッズ・プログラム」の一環として上演された。
上演台本、演出は山本卓卓、出演は百瀬朔ほか。
2020年7月にも「KAATキッズ・プログラム2020」の一環として上演が予定されていたが、コロナ禍の影響で中止となった。代わりに、2019年公演のダイジェスト映像と「二分間の冒険」の世界を体験できるクイズ映像「ダレカハドコダ」が、2020年9月30日までの限定でKAAT神奈川芸術劇場のYouTubeチャンネルにて公開された。

### 出演・スタッフ
以下は、2019年版の情報。
スタッフ
- 原作 - 岡田淳（偕成社刊）
- 上演台本・演出 - 山本卓卓（範宙遊泳）
- アニメーション - ひらのりょう（FOGHORN）
- 音楽 - 加藤訓子

出演
- 悟 - 百瀬朔
- 佐野瑞稀
- 下川恭平
- 亀上空花
- 小林那優
- 埜本幸良
- 青山勝

声の出演
- 犬山イヌコ